# 李琴

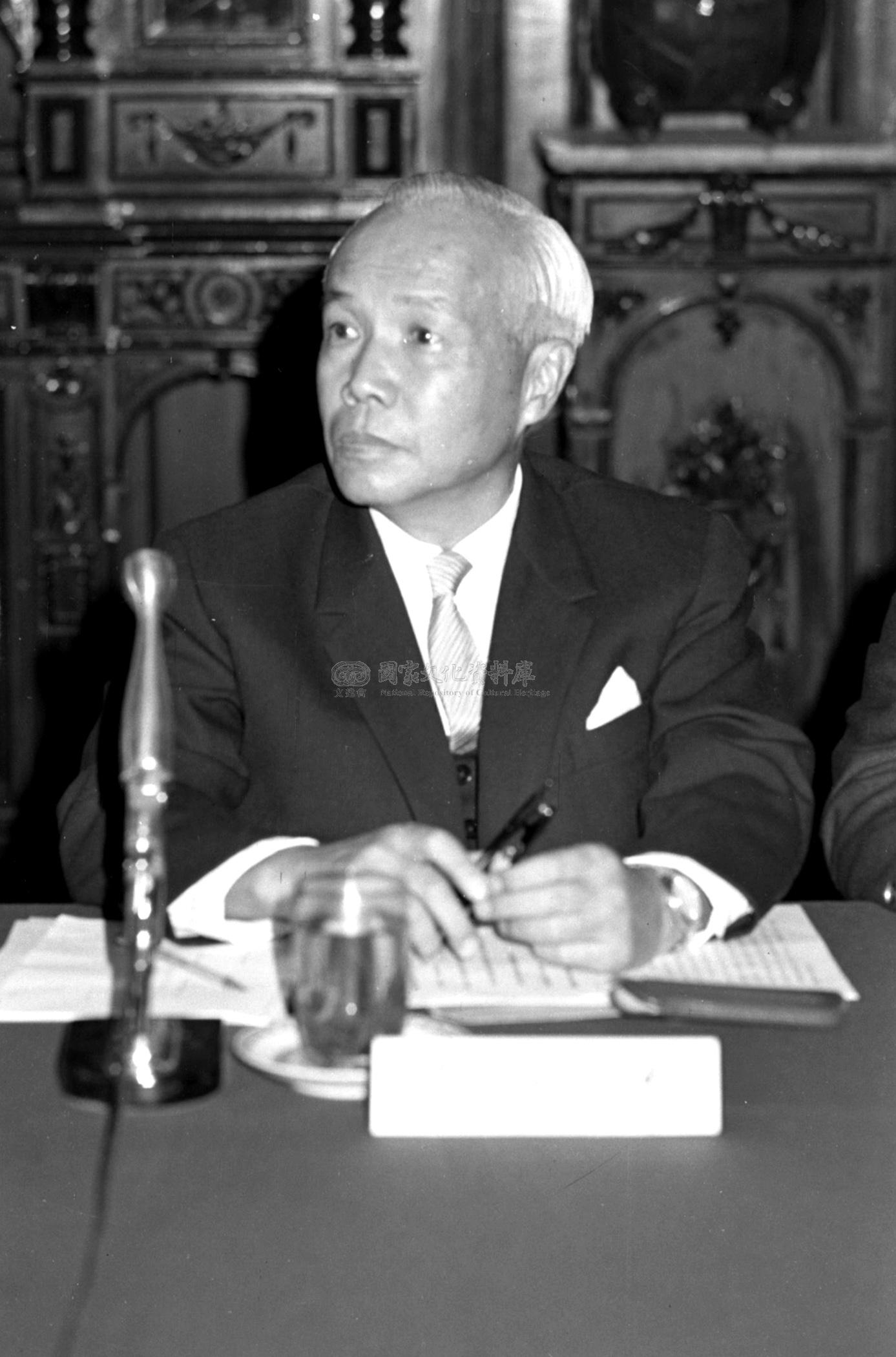
攝於1970年

李琴（1909年—2002年），字韵如，广西桂林人，中华民国外交官。

## 生平
李琴自中央政治学校第一期外交系毕业后，进入外交部工作，历任欧美司科员、驻西贡领事馆随习领事、驻马尼拉总领事馆副领事、驻澳大利亚公使馆三等秘书、驻孟买领事、欧洲司科长、驻吉隆坡总领事馆总领事等职。赴台后，于1953年任外交部亚东司司长。1956年起出使中美洲，历任中华民国驻瓜地馬拉公使、驻哥伦比亚公使（公使馆升格为大使馆后任大使）、驻多明尼加大使。1965年返台后出任外交部亚西司司长。1966年起再次出使，先后担任中华民国驻沙烏地阿拉伯大使、驻乌拉圭大使。1973年退休。